# Ceraclea annulicornis
Ceraclea annulicornis är en nattsländeart som först beskrevs av Stephens 1836.  Ceraclea annulicornis ingår i släktet Ceraclea och familjen långhornssländor. Arten är reproducerande i Sverige. Utöver nominatformen finns också underarten C. a. parvulus.